# Kliutxevoi (Primórie)
|  | Per a altres significats, vegeu «Kliutxevoi». |

Kliutxevoi (en rus: Ключевой) és un poble (un possiólok) del krai de Primórie, a l'Extrem Orient de Rússia, que en el cens del 2010 tenia 251 habitants.